# Praksilla z Sykionu
Praksilla z Sykionu (Praksylla, stgr. Πράξιλλα, łac. Praxilla) – grecka poetka z V wieku p.n.e. Jej twórczość była związana z kultem Dionizosa (m.in. dytyramby, erotyki). Przypisywane jej jest również według tradycji autorstwo 6 skoliów (pieśni biesiadnych). Od jej imienia pochodzi nazwa miary wiersza praksillejon.